# جوزيف إتش غيل
جوزيف إتش غيل (بالإنجليزية: Joseph H. Gale) هو قاضي أمريكي، ولد في 1953.